# Сфигмограф
Сфигмограф (греч. sphygmós — «пульс» и gráphō — «пишу») — устаревший медицинский диагностический прибор для получения графического отображения свойств артериального пульса, получивший распространение в XIX веке. Метод инструментального исследования, при котором получают это отображение, называли сфигмогра́фия. Результатом сфигмографии является сфигмогра́мма, по которой оценивают колебания стенок артерий, расположенных поверхностно, и правильность ритма сердечных сокращений.

## История

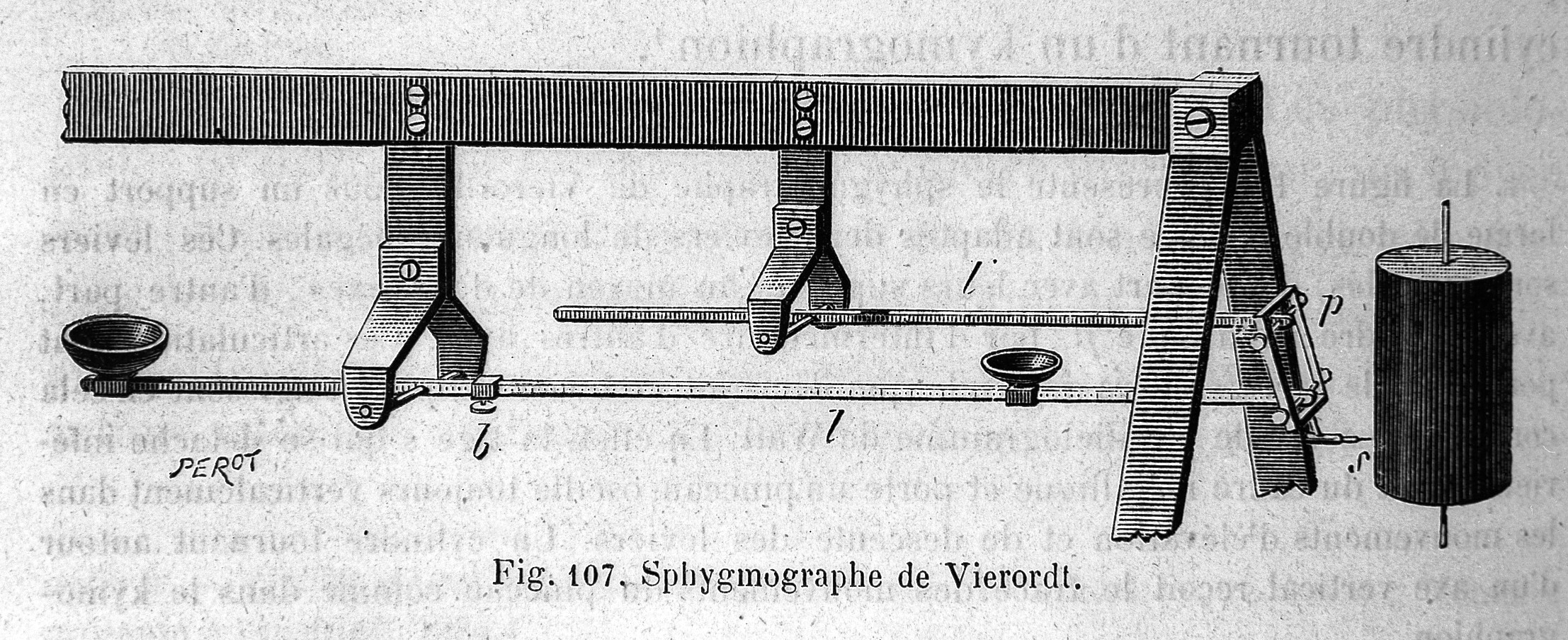
Сфигмограф Фирордта

Сфигмограф был изобретён в 1854 году немецким врачом Карлом фон Фирордтом (1818—1884). Он представлял собой систему рычагов и разновесов, которые подбирались так, чтобы пережимать лучевую артерию и прекращать пульс в ней, что фиксировалось на цилиндрическом вращающемся барабане. В истории медицины считается, что сфигмограф Фирордта является первой попыткой неинвазивного измерения артериального давления.

### Сфигмограф Маре

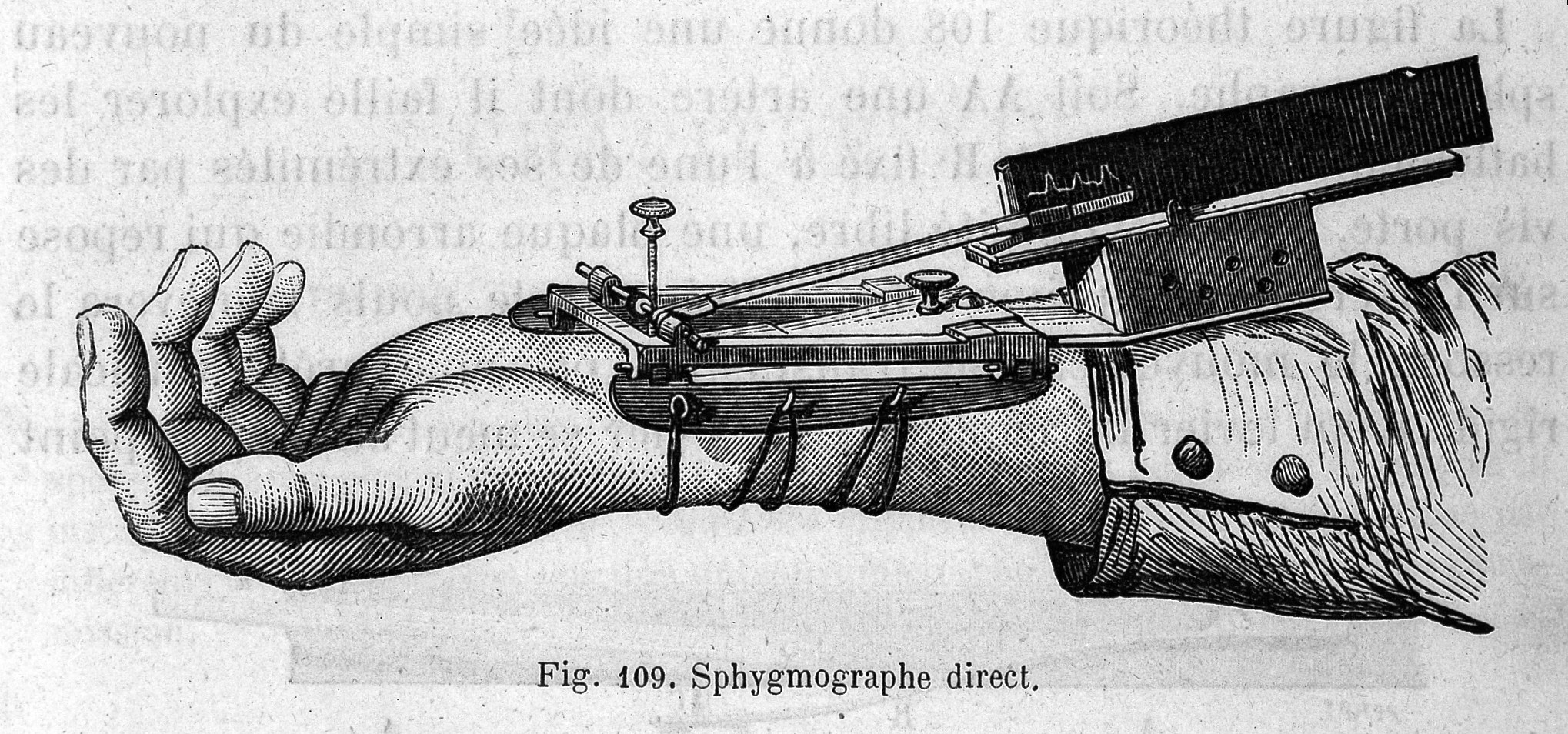
Сфигмограф Маре. Иллюстрация из книги 1881 года

Основной функцией сфигмографа Маре является регистрация на движущейся пластинке колебаний поверхностно расположенной стенки лучевой артерии при помощи рычага. Колебания передаются на рычаг через пелоту (m). Пелота накладывается на пульсирующую артерию и закрепляется винтом (H), который помогает преодолеть толстый слой кожи, обеспечивая необходимое надавливание на пластинку, и связывает рычаг с артерией. Спереди устройства располагается штифт (S) с винтовой поверхностью. При его движении вверх-вниз происходит зацепление с зубчатым колесом, посаженным на ось (P). Далее данное колесо двигает полоску закопченной бумаги, на которой и рисуется сфигмограмма. Все это фиксируется на руке при помощи шин.
Сфигмограф Маре позволял лишь визуально оценивать и характеризовать очертания полученных записей, но не судить об артериальном давлении.

### Сфигмограф Людвига
В основе сфигмографа Людвига лежит устройство Маре с отличием лишь в типе крепления устройства на предплечье. Предплечье опирается на особый держатель, в то время как кисть сжимает специальную ручку из дерева, которая крепится к подставке держателя. Это обеспечивает более надежное крепление руки и предохраняет от нежелательной тряски сфигмографа.

### Сфигмограф Деджона

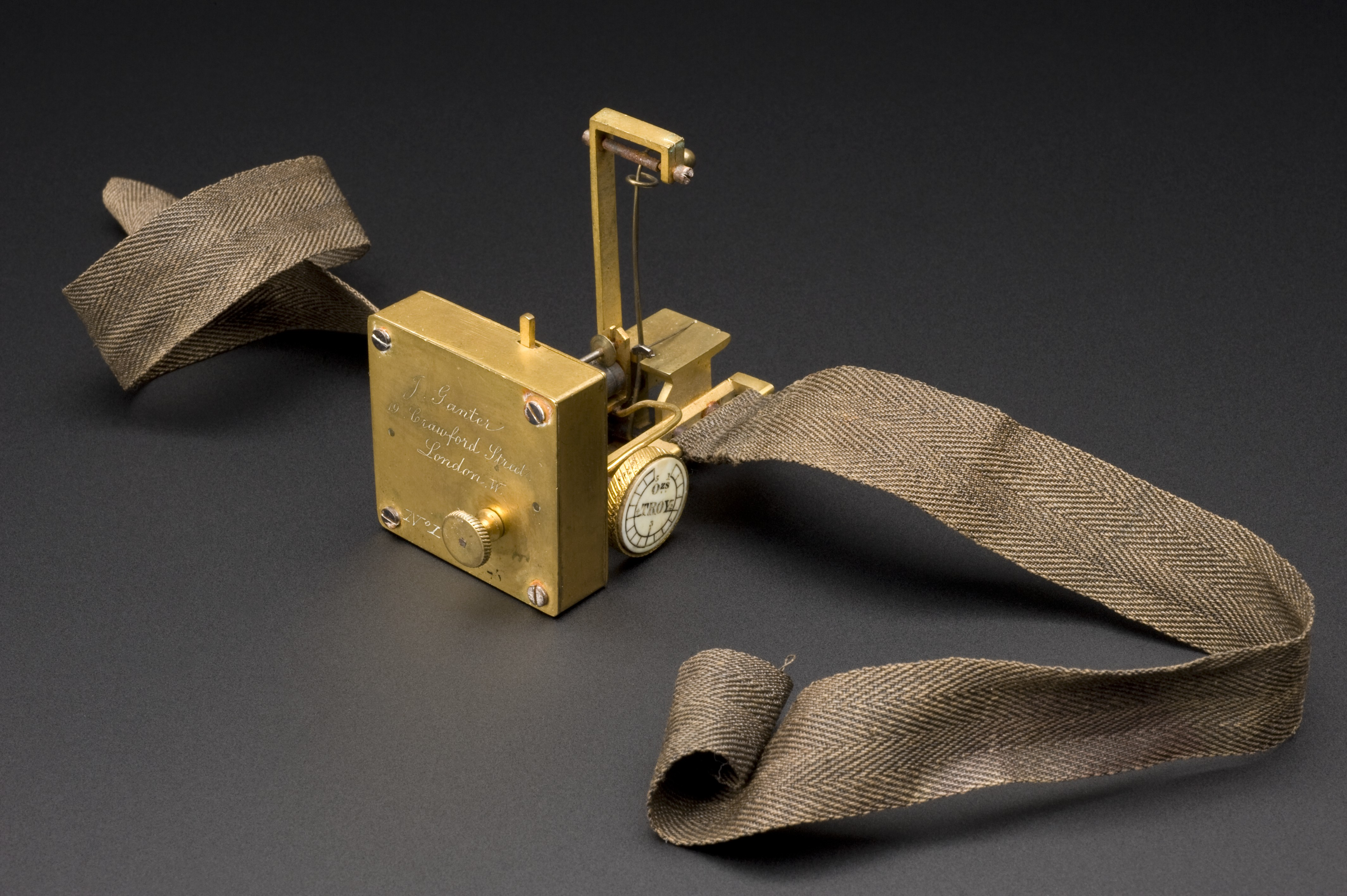
Сфигмограф Деджона

Ещё одна модификация сфигмографа Маре, в котором длинный рычаг был заменен двумя короткими для уменьшения момента инерции рычага, а соответственно увеличения амплитуды пелоты, что дало более точные показатели измерения.

### Сфигмограф Франк-Петтера

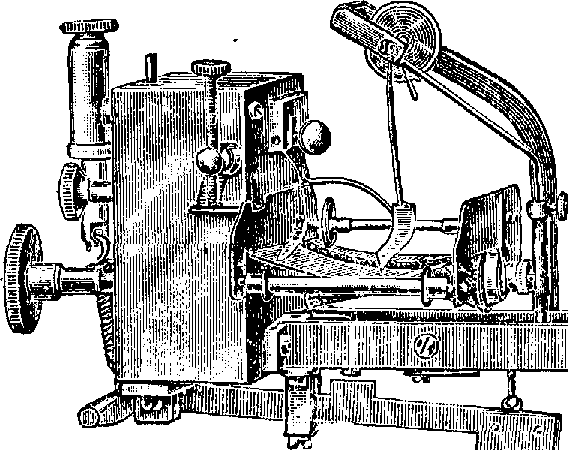
Сфигмограф Франк-Петтера

В основе сфигмографа Франка-Петтера лежат разработки Деджона, однако со значительными изменениями в конструкции. Рычаг для пелоты теперь стал вращаться на свободной оси, что обеспечивает ему более высокую подвижность. Был достигнут минимальный момент инерции подвижных частей. Система двойного рычага сделала возможным увеличение амплитуды пелоты от 5 до 80 раз, не теряя выгодных свойств короткого рычага. Для снижения трения пишущее перо было установлено под острым углом. На стенке часового механизма укреплен счетчик времени.
С дальнейшим развитием техники появились также пансфигмографы (пансфигмограф Брондгеста) и кардиосфигмографы (сфигмограф Жаке), которые отличались от своих предшественников простотой конструкции, универсальностью и наиболее точными результатами.

## Использование термина
Ряд русскоязычных авторов до сих пор продолжают использовать термин «сфигмография», расширяя его на все методы получения информации о пульсовых волнах, и изменений, связанных с ними, в том числе в конечностях и крупных артериях, в то время как в других языках термин относится только к указанным выше устаревшим техникам и подразумевает графический метод объективизации поверхностно пальпируемого пульса, то есть толчкообразных колебаний стенок лучевой артерии, в публикациях об истории медицины XIX века (см. также статью Sphygmograph). Вероятно, причиной этому являются консервативные традиции медицинских школ, сохранивших предложенное в середине XX века советскими исследователями физиологии артерий неудачное обозначение «объёмная сфигмография» для метода регистрации «объёмного пульса» по В.Л. Карпману . Несмотря на то, что графическая регистрация колебаний объёма различных частей тела в современной науке называется плетизмографией, некорректное использование термина «сфигмография» встречается в публикациях, подписанных экспертами и даже в Приказе Министерства здравоохранения РФ 997-н от 26.12.2016 по стандарту оснащения отделений функциональной диагностики современных клиник.

## Галерея

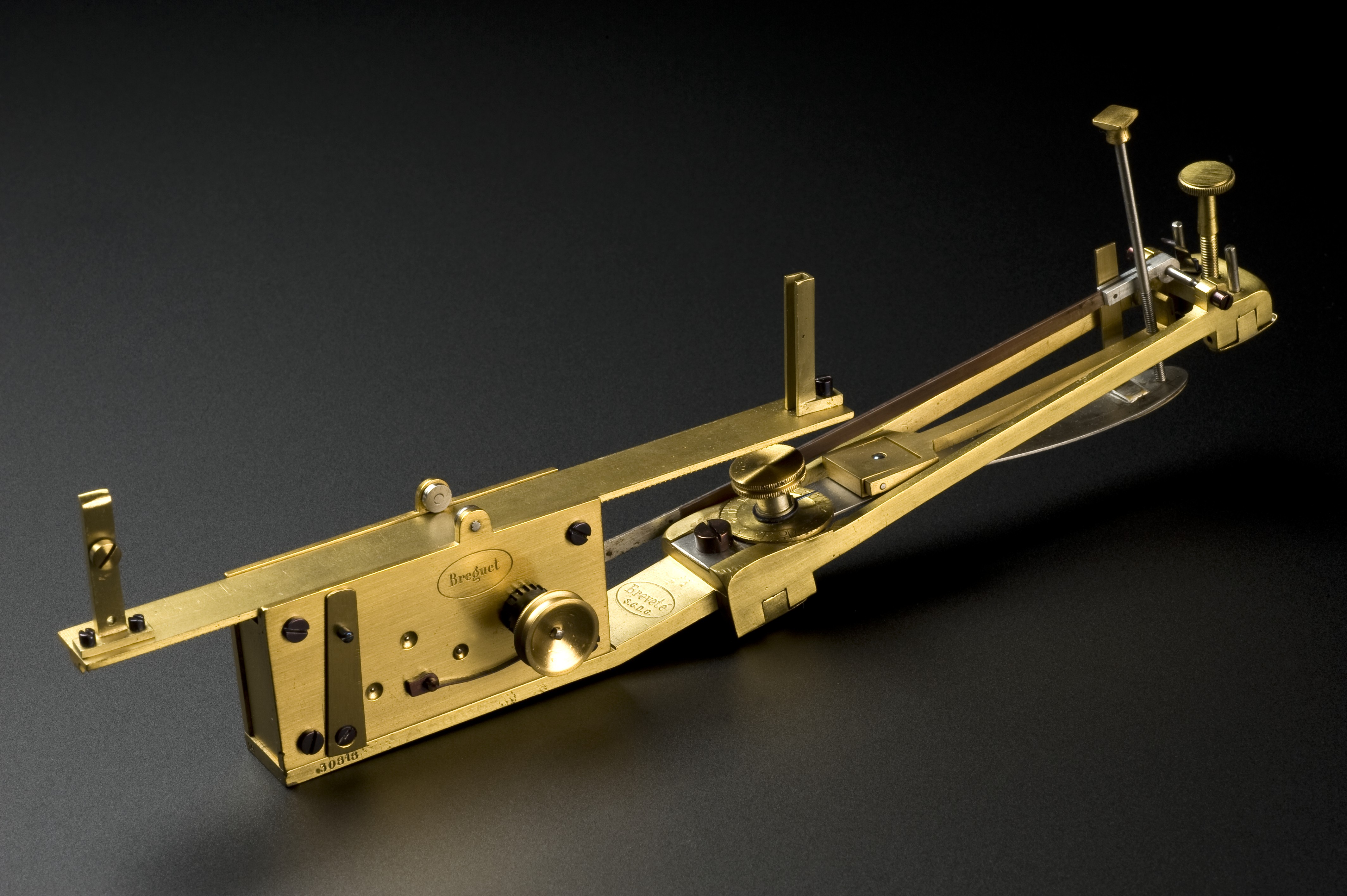
Сфигмограф Маре
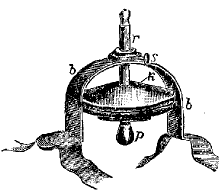
Пансфигмограф Брондгеста